# Ті, що зійшли з небес
«Ті, що зійшли з небес» (рос. «Сошедшие с небес») — радянський художній фільм 1986 року, знятий на кіностудії «Ленфільм». Сценарій стрічки написаний за повістю Олексія Каплера «Двоє з двадцяти мільйонів».

## Сюжет
Після війни життя повертається в нормальне русло. Сергій (Абдулов) і Маша (Глаголєва), намагаються знайти себе в ньому. Вирішують побутові проблеми, ростять сина. В кінці фільму дія переноситься назад, у воєнні роки, і з'ясовується, що в ті дні в катакомбах не вижив ніхто — в тому числі і герої фільму.

## У ролях
- Олександр Абдулов —  Сергій
- Віра Глаголєва —  Маша
- Юрій Бєляєв —  Іван Іванович, Герой Радянського Союзу
- Микола Іванов —  Василь Кузьмич
- Олена Попова —  Нюся
- Кирило Алексєєв —  Вовка
- Олег Меленевський —  Гриша
- Віктор Костецький —  Міша
- Костянтин Анісімов —  молодий вантажник, приятель Сергія

## Знімальна група
- Режисер-постановник: Наталія Трощенко
- Сценарист: Володимир Кунін
- Оператор: Олександр Чечулін
- Композитор: Діна Сморгонська
- Художник: Римма Нарінян